# Luis Gil Pérez
Villa Luis Gil Pérez es una población perteneciente al municipio de Centro, en el estado mexicano de Tabasco. Fundada en 1930, está localizada a 23 kilómetros al poniente de la ciudad de Villahermosa, capital del estado. Cuenta con una población de 6 083 habitantes siendo uno de los siete centros de desarrollo regional del municipio.

## Etimología
Se llama así en honor al profesor Luis Gil Pérez, un docente de educación básica muy querido y reconocido por los habitantes de la población, nacido en la ciudad de Villahermosa que fue a impartir clases a aquella localidad laborando ahí por casi 30 años de su vida. 20 años antes era conocida como una ranchería con el nombre San Francisco estancia vieja.

## Demografía
Según el Censo de Población y Vivienda 2020, efectuado por el Instituto Nacional de Estadística y Geografía, la localidad de Luis Gil Pérez tiene 6,063 habitantes, de los cuales 3,029 son del sexo masculino y 3,034 del sexo femenino.  Su tasa de fecundidad es de 2.32 hijos por mujer y tiene 1,704 viviendas particulares habitadas.
| Gráfica de evolución demográfica de Luis Gil Pérez entre 1930 y 2020 |
|                                                                      |
| INEGI.                                                               |

## Urbanismo
Esta localidad está totalmente urbanizada, cuenta con todos los servicios como son: calles pavimentadas, energía eléctrica, agua potable, alumbrado público, recolección de basura, servicio telefónico, red de telefonía celular, oficina de correos y telégrafos, seguridad pública, mercado público, taxis, parque público y un panteón.
Existe el proyecto de construir un malecón alrededor de la laguna con la que limita la villa, para el disfrute de los lugareños que cada temporada de calor se acercan a la laguna con el único fin de refrescarse en sus aguas.
En lo referente a educación, hay en la villa un kínder y primaria, las cuales llevan el mismo nombre de la población, la secundaria técnica número 30 y la preparatoria plantel 33.
También así mismo aquí se localiza el fraccionamiento Lomas del Lago y otras tiendas comerciales más.
Cercano a la villa Luis Gil Pérez están las rancherías: Pablo L. Sidar(2000 habitante), Estancia Vieja(1500 habitante) Boquerón 1,2,3,4 y 5ta (10,120 habitante). Que son cercanas a la villa por lo cual van de compra o a la secundaria y preparatoria de la villa.

## Economía
Las actividad que practican la mayoría de sus habitantes son:
1.- La Ganadería
2.- La Pesca,
3.- La Agricultura,  principalmente de productos como el plátano, mango y papaya, cuya producción se utiliza para el autoconsumo y cuenta con un mercado público de la localidad, en los cuales también se venden productos de primera necesidad para la satisfacciòn en el consumo del Ser Humano. en los diversos mercados públicos de la ciudad de Villahermosa
El poblado de la Villa Luis Gil Pèrez, cuenta con jóvenes preparados que tienen que emigrar a la Ciudad de Villahermosa, para realizar sus estudios Superiores y puedan brindar sus servicio profesionales a la sociedad, entre las que destacan:
1.-Contadores Públicos
2.-Médicos Cirujanos
3.-Biólogos
4.-Educadores, tanto en Sistemas de Educación Básica, (Primaria y Secundaria), así como en la Educaciòn Preescolar.
5.-Enfermeros, Psicólogos, Nutriólogos,
6.-Licenciados en Derecho, Economía y Administración,
7.- Licenciados en Comunicación, Técnicos, entre otros.
Cuenta Villa Luis Gil Pérez con diversos comercios como: panaderías, carpinterías, herrerías, tiendas de abarrotes, restaurantes y fondas.
A unos kilómetros de la villa, se localiza el Complejo Procesador de Gas "Nuevo Pemex", uno de los complejos productores de gas más importantes del país.

## Medio físico
Villa Luis Gil Pérez está localizada en una zona en su mayoría baja, aunque hacia el poniente existen algunos lomeríos de escasa altura. En sus alrededores existen ranchos agrícolas y ganaderos.
Rodea a la villa dos cuerpos lagunares uno llamado "El huapacal", que tras la sequía que se vivió en la que prácticamente se secó hoy está completamente renovada y se puede de nueva cuenta navegar en cayuco sobre ella. La otra laguna es la llamada "La laguna del Pueblo", de la que los pescadores extraen diariamente cientos de pescados los cuales comercializan en el mercado local.

## Vías de comunicación
Luis Gil Pérez está bien comunicada con la ciudad de Villahermosa a través de la carretera estatal Villahermosa-Reforma, que se encuentra totalmente pavimentada. También por esa misma carretera se puede acceder a la autopista Coatzacoalcos-Villahermosa, e igualmente se puede llegar a la autopista La Isla-Puerto Dos Bocas.

## Festividades
Las fiestas más importantes de la comunidad, son:
- Celebración de la virgen de Candelaria el día 2 de febrero.
- "San Francisco de Asís", (Patrono de la villa) el 4 de octubre.
- La fiesta de "La Conchita" el 8 de diciembre.
- La fiesta de la Virgen de Guadalupe, el 12 de diciembre.
- La fiesta de San Lorenzo, el 10 de agosto( Casa de Jesús Torres)